# Steenhouwersdijk
De Steenhouwersdijk is een straatnaam in Brugge.

## Beschrijving
De straat loopt op de zuidelijke oever van de Groenerei. Weinig straten langs de Brugse waterlopen dragen de naam dijk. Ze hebben bijna uitsluitend het suffix rei.
De Steenhouwersdijk staat in een document van 1390 vermeld. De naam werd duidelijk ontleend aan de steenhouwersbedrijven die daar gevestigd waren. De aanvoer van de natuursteen en de afvoer van de afgewerkte producten gebeurde in grote mate per schip. Vandaar hun behoefte om zo dicht mogelijk bij het water te kunnen gevestigd zijn.
De Steenhouwersdijk liep van de Vismarkt tot aan de Predikherenstraat. Op een niet nader te bepalen datum in het eerste kwart van de 19de eeuw werd dit ingekort tot aan de Meebrug en werd het overige gedeelte van de straat tot Groenerei omgedoopt.

## Literatuur

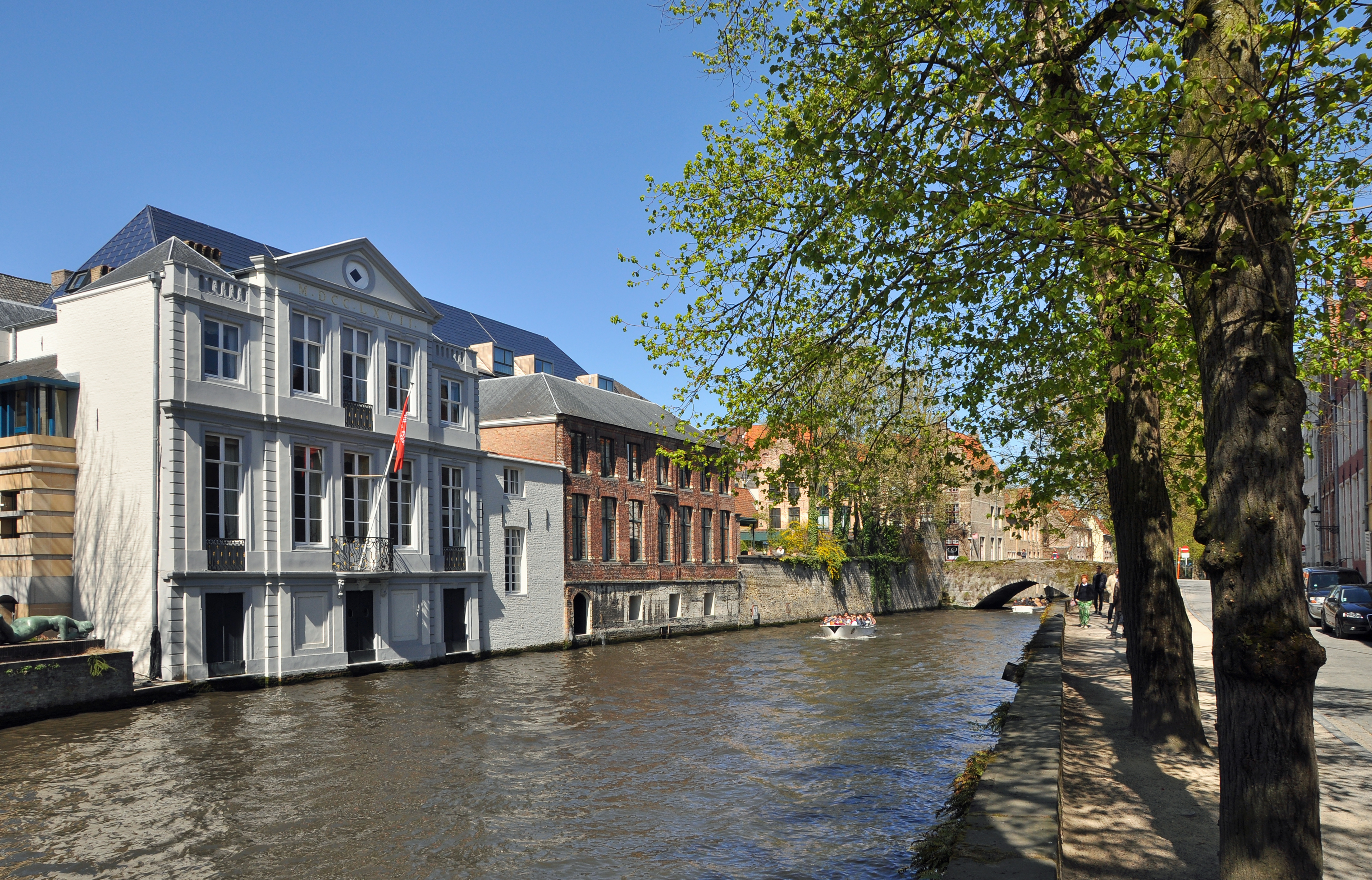
De Steenhouwersdijk in oostelijke richting gezien; op de achtergrond: de Meebrug
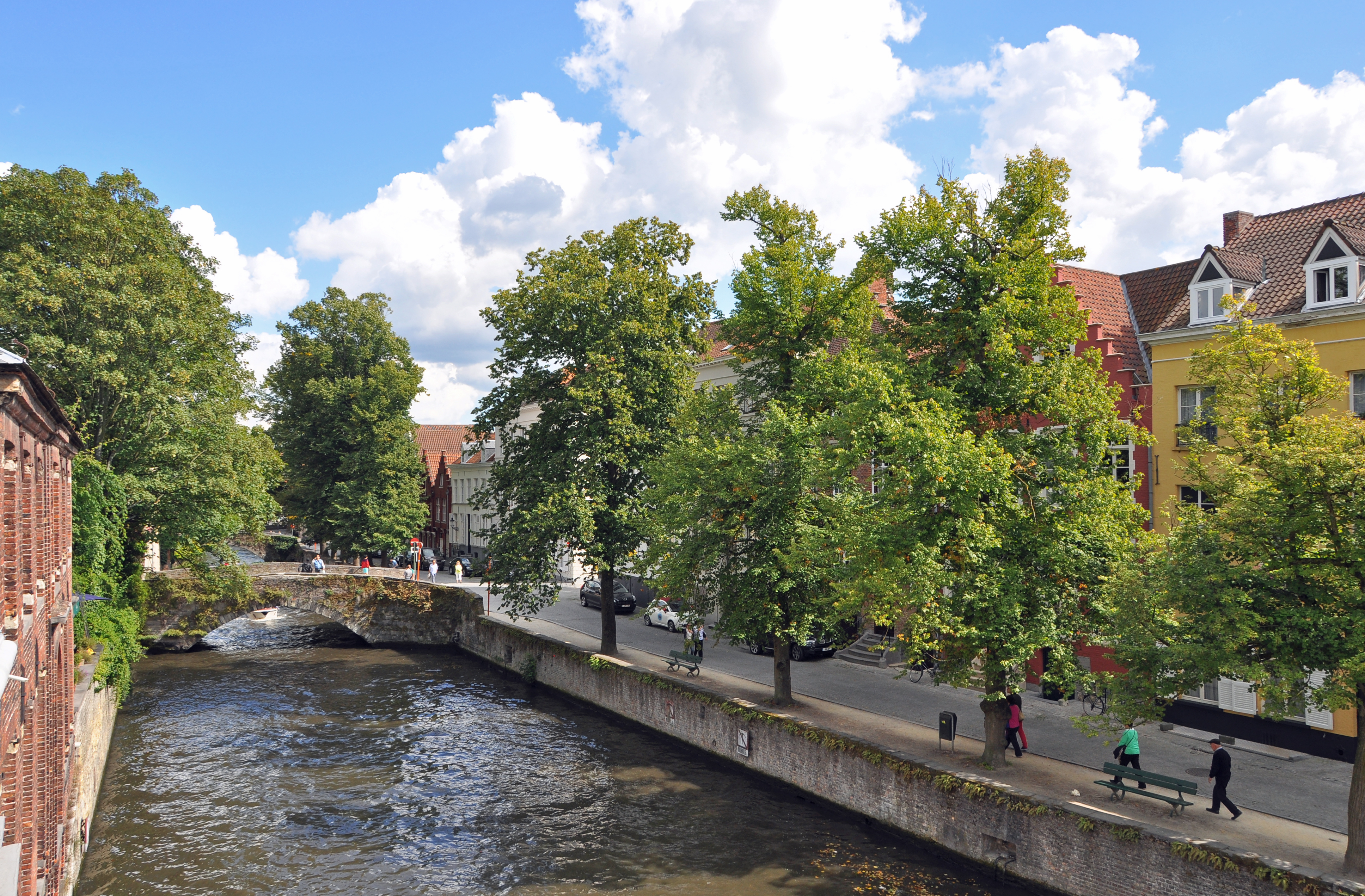
Meebrug en Steenhouwersdijk

## Bekende persoon
- Isidore Jullien